# Dromogomphus
Genre
Dromogomphus  est un genre  dans la famille des Gomphidae appartenant au sous-ordre des Anisoptères dans l'ordre des Odonates. 

## Liste d'espèces
Ce genre comprend 3 espèces :
- Dromogomphus armatus Selys, 1854
- Dromogomphus spinosus Selys, 1854
- Dromogomphus spoliatus (Hagen in Selys, 1858)